# Yōhei Nakada
Yōhei Nakada (japanisch 中田 洋平 Nakada Yōhei; * 11. November 1983 in der Präfektur Hyōgo) ist ein japanischer Fußballspieler.

## Karriere
Nakada erlernte das Fußballspielen in der Universitätsmannschaft der Kochi-Universität. Seinen ersten Vertrag unterschrieb er 2006 bei YKK AP (heute: Kataller Toyama). Der Verein spielte in der dritthöchsten Liga des Landes, der Japan Football League. Am Ende der Saison 2008 stieg der Verein in die J2 League auf. Ende 2010 beendete er seine Karriere als Fußballspieler.